# منظمة جيلين

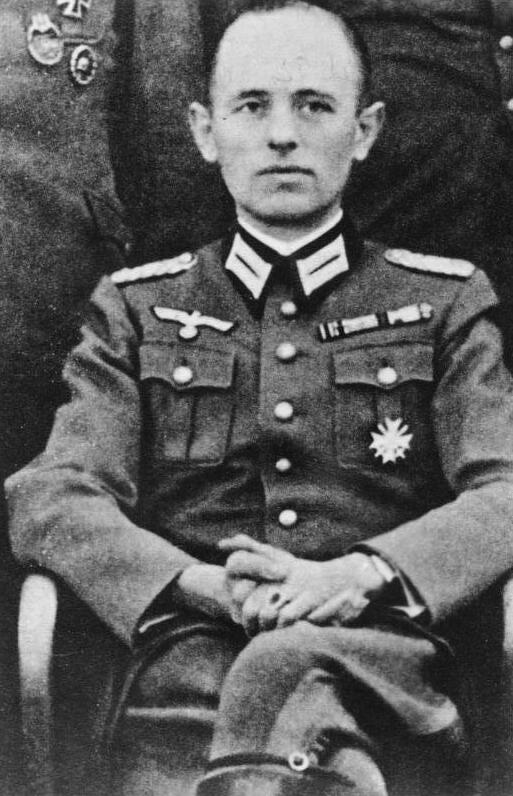

منظمة جيلين أو Gehlen Org وكالة استخبارات أنشأتها سلطات الاحتلال الأمريكية في يونيو 1946 في منطقة الولايات المتحدة بألمانيا، وكانت تتألف من أعضاء سابقين في الإدارة الثانية عشرة للأركان العامة للجيش الألماني (الجيوش الأجنبية الشرقية، أو FHO). ترأسها راينهارد غييلن الذي كان لواء في الفيرماخت ورئيس الاستخبارات العسكرية الألمانية النازية في الجبهة الشرقية خلال الحرب العالمية الثانية.
كانت الوكالة مقدمة لدائرة الاستخبارات الاتحادية الألمانية (أو وكالة الاستخبارات الفيدرالية) التي تم تشكيلها في عام 1956.

## إعادة تنظيم
في 1 أبريل 1956 تم استبدال Gehlen Org رسميًا بواسطة دائرة الاستخبارات الاتحادية الألمانية (أو وكالة الاستخبارات الفيدرالية)  التابعة لجمهورية ألمانيا الاتحادية، التي لا تزال قائمة حتى الآن. كان رينهارد جيلين أول رئيس. استقال عام 1968 بعد بلوغه سن التقاعد.

## ميزانية
في عام 1948، كان لدى المنظمة ميزانية سنوية قدرها 1500000 دولار أمريكي (تم تعديل التضخم في الوقت الحالي بمبلغ 16.2 مليون دولار أمريكي).